# Slim Bouaziz
Slim Bouaziz (arabisch سليم بوعزيز; * 16. April 1950 in Tunis) ist ein tunesischer Schachgroßmeister und -trainer.

## Leben
Bouaziz, der 1993 zum ersten afrikanischen Schachgroßmeister ernannt wurde, vertrat Tunesien bereits als 13-Jähriger bei der Studentenolympiade in Budva 1963. Im Jahr 1965 nahm er an der Jugendweltmeisterschaft (U20) in Barcelona teil. Im Jahr 1966 spielte er erstmals für die Nationalmannschaft seiner Heimat bei der Schacholympiade in Havanna.
Er qualifizierte sich fünfmal über das afrikanische Zonenturnier für das Interzonenturnier. Zu diesen zählen Sousse 1967 (Letzter bei 23 Teilnehmern – Bobby Fischer brach das Turnier vorzeitig ab), Riga 1979 (geteilter 14. Platz mit Edmar Mednis und Herman van Riemsdijk), 1982 in Las Palmas (geteilter 11.–13. Platz mit Lars Karlsson und Jaime Sunye Neto), 1985 in Tunis (nach 6 Runden abgebrochen) und 1987 in Szirák (Vorletzter, 17. Platz).
Bouaziz nahm zwischen 1966 und 2006 insgesamt an sechzehn Schacholympiaden für Tunesien teil, außerdem erreichte er bei der Schachgegenolympiade 1976 in Tripolis mit Tunesien den zweiten Platz. 1989 vertrat er in einer Kontinentalauswahl Afrika bei der Mannschaftsweltmeisterschaft in Luzern. Seine sportlich erfolgreichste Zeit hatte er in den 1970er und 1980er Jahren: 1978 hatte er einen guten geteilten vierten Platz beim Lloyds-Bank-Open in London, 1977 wurde er in Belgrad geteilter Erster, 1978 geteilter 7.–9. bei den Dortmunder Schachtagen (zusammen mit Otto Borik und Harry Schüssler), 1981 gewann er in Tripolis, 1992 siegte er in Bukarest. Er gewann zweimal die Arabische Meisterschaft: 1986 in Tunis und 1991 in Dubai.
In den 1980er Jahren wurde er, ein Internationaler Meister seit dem Jahr 1975, mehrfach zu Turnieren nach Deutschland eingeladen: so nahm er 1982 in Hamburg an einem für das Fernsehen aufgezeichneten Großmeisterturnier teil, das von dem damaligen Weltmeister Anatoli Karpow gewonnen wurde. Bouaziz, der einzige Internationale Meister in diesem Weltklasseturnier, spielte in der Vorrunde, über die er nicht hinauskam, eine Partie gegen Karpow remis, ebenso gegen Yasser Seirawan und zweimal gegen John Nunn. Ebenso wurde er 1983 nach Hannover zur Internationalen Deutschen Meisterschaft eingeladen, wo er gemeinsam mit den Deutschen Wolfram Hartmann und Manfred Glienke auf dem geteilten letzten Platz landete.
Seit dem Jahr 2005 ist Bouaziz FIDE-Schachtrainer.